# برج الفيل
"برج الفيل" (بالإنجليزية: The Tower of the Elephant)‏ هي إحدى القصص القصيرة من أدب السيف والسحر من بطولة كونان البربري وبقلم الكاتب الأمريكي روبرت هوارد. وهي تقع في العصر الهايبوري وتروي تسلل كونان إلى برج محفوف بالمخاطر لسرقة جوهرة اسطورية من ساحر شرير اسمه يارا. تعتبر القصة كلاسيكية ضمن حكايات كونان بسبب نظرتها الفريدة للعالم الهايبوري وعناصر الخيال العلمي غير الاعتيادية، وكثيرا ما استشهد بها باحثو هوارد بوصفها من أفضل حكاياته.